# Hirsholm Fyr
Hirsholm Fyr på øen Hirsholm blev opført i 1887 er bygget af granitsten fra Hirsholmene. Det afløste det gamle fyr fra 1838, som i nutiden er en tilbygning til fyrmesterboligen. Det 27 meter høje fyr er placeret på Hirsholms højeste punkt, det seks meter høje Ørnebjerg. Fyret har en flammehøjde på 30 m og udsender tre hvide roterende blink hver halve minut (fyrkarakter Fl(3)W.30s). Fyret blev automatiseret i 1996.
Fyrtårnet blev forsynet med et 1. ordens linseapparat med 5-vægers moderatørlampe. 1904 blev brænderen udskiftet med en glødenetsbrænder til petroleum. Hirsholm fyr blev dermed det sidste fyr, som benyttede moderatørlampe. 1947 fik fyren elektrisk lys og 1968 blev fyrtårnet udrustet med et cirkulært radiofyr.
57°29′08″N 10°37′29″Ø / 57.48547°N 10.6246°Ø